# 銀座チョコレートショップ爆発火災
銀座チョコレートショップ爆発火災（ぎんざチョコレートショップばくはつかさい）は、1953年に東京・銀座で発生した爆発火災事故。死者1名、重軽傷者78名を出した。

## 概要
1953年（昭和28年）1月28日午後1時58分頃、東京都中央区銀座6-1（現在の銀座6-10）の洋菓子店「チョコレートショップ」で爆発が発生。同店と2階にキャバレー「銀馬車」が入る木造モルタル造地下1階・地上2階建75坪（延265坪）が全焼。隣接するレストランフェニックス・蒲田工業・中華料理店東豊など4棟360坪が半焼した。東隣の銀座松坂屋も壁のタイルを焦がすなどの被害を出し、同日3時8分に鎮火した。
店には当時店員30人余り・客50人余りがおり、この火災で店員1人が死亡。重傷22人（うち5人が一時危篤）、軽傷56人を出した。
当時銀座では風船を配布することが流行しており、同店では本件で死亡した店員により、店頭で風船に水素を詰める作業を行っていた。その際に漏れた水素にタバコもしくはストーブの火が引火したことが原因とみられている。
この火災を受け、消防庁は水素ボンベの使用を届出制とする対策を講じた。近くの不二家では水素を使わない風船を配っていたが、本件以降は受け取る人は少なくなり、風船配布の流行は廃れていった。